# Agences urbaines au Maroc
Les agences urbaines au Maroc sont des établissements publics dotés de la personnalité morale et de l'autonomie financière. Ils sont placés sous la tutelle du ministère chargé de l'Urbanisme et sous le contrôle financier de l'État. Le Maroc compte 30 agences urbaines qui couvrent l'ensemble du territoire national.
Toute agence urbaine est administrée par un conseil d'administration et gérée par un directeur.
Chaque agence urbaine a un ressort territorial précisé par son décret de création.

## Historique
La première agence urbaine a été créée en 1984 (Agence urbaine de Casablanca - Dahir portant loi n° 1-84-188 du 13 moharrem 1405  (9 octobre 1984)). Progressivement à partir de l'année 1993, elles se sont généralisées (Dahir portant loi n° 1-93-51 du 22 rebia I 1414 (10 septembre 1993)).
Actuellement, 30 agences urbaines couvrent l'ensemble du territoire national, et ce, pour répondre aux besoins de l’évolution de l’espace urbain.

## Missions
Les agences urbaines ont pour principales missions de :
- mener des études stratégiques de planification urbaine telles les Schémas directeurs d'aménagement Urbain (SDAU);
- initier des études de documents d'urbanisme tels: les plans d'aménagement, les plans de développement ;
- instruire les projets de construction, de groupements d'habitation, de lotissement et de morcellement pour accorder l'avis conforme dans les délais réglementaires ;
- réaliser des études et des projets d'aménagement pour le compte de l'État ;
- assister techniquement les collectivités locales et tout opérateurs publics et privés en matière d'urbanisme et d'aménagement urbain.

## Casablanca
L'agence urbaine de Casablanca (AUC) est créée à l’occasion de l’approbation du Schéma directeur d’aménagement urbain (SDAU) de la Wilaya du Grand Casablanca, dont l’AUC devait constituer l’outil technique de mise en œuvre et de suivi. L'AUC est la première à être créée (en 1984) et la seule sous tutelle du Ministère de l’intérieur. les 29 Agences restantes sont placés sous la tutelle du ministère chargé de l'Urbanisme (Actuellement : ministère de l'Urbanisme et de l'Aménagement du Territoire National).
L'agence de Casablanca a géré le complexe religieux et culturel de la Mosquée Hassan II de Casablanca jusqu'à la création de la Fondation de la Mosquée Hassan II en 2009.
Grâce à son action, le taux de couverture de la préfecture de Casablanca en documents d'urbanisme a dépassé 95%. Le même taux a atteint 83% pour Mohammedia et Nouaceur tandis qu'il est à 11% pour Médiouna.